# あした天気にしておくれ
『あした天気にしておくれ』（あしたてんきにしておくれ）は、岡嶋二人による日本の長編推理小説。1983年に初刊行され、1986年に文庫本が発売された。

## 概要
第27回江戸川乱歩賞の最終候補に残った岡嶋二人の事実上の処女作。落選理由は、「メイントリックに前例があったこと」と「実行不可能であること」だと選考委員より告げられるが、「実行不可能」という指摘は選考委員の勘違いであると岡嶋氏は反論している。
翌年の1982年、「焦茶色のパステル」で第28回江戸川乱歩賞を受賞しデビュー。1983年、応募作に手を加えたものが刊行された。
1984年、第5回吉川英治文学新人賞候補となるも落選する。

## ストーリー
北海道で、三億二千万のサラブレッド「セシア」が盗まれた。脅迫状が届き、「我々はセシアを誘拐した」で始まる文面は、身代金として二億円を要求してきていた。衆人環視のなかで、思いもかけぬ見事な方法で大金が奪われる。

## 登場人物
朝倉（あさくら）
主人公。鞍峰開発の財務管理部三課課長。元は競馬記者だったが鞍峰宗一郎に引き抜かれる。社内では「競馬課長」「競馬秘書」と揶揄されている。仕事ぶりは堅実で真面目。冷静で頭の切れる人物。
鞍峰 宗一郎（くらみね そういちろう）
鞍峰牧場のオーナーで鞍峰開発の社長。セシアの権利者の一人。貪欲。
望月 豊次（もちづき とよじ）
鞍峰牧場の牧場長。牧場の存続に固執している。
矢口（やぐち）
鞍峰牧場の牧夫。セシア骨折の原因を作った子供の父親。
東堂 篤頼（とうどう あつより）
建設会社の社長。セシアの権利者の一人。
岩佐 茂樹（いわさ しげき）
スーパーのチェーン店を持っている。セシアの権利者の一人。
都賀 嘉章（つが よしあき）
銀座に画廊を持つ有名な美術商。セシアの権利者の一人。
篠塚 響子（しのづか きょうこ）
青山に宝石店を持つ女性馬主。青毛の馬を好む。
村瀬（むらせ）
茨城の美浦トレーディングセンターにある厩舎の調教師。
江見（えみ）
小幡厩舎に所属する若手騎手。「一発屋」と一部のファンからは呼ばれている。
室戸（むろと）
小幡厩舎に所属する主戦騎手。
寺井 礼子（てらい れいこ）
東堂篤頼の姪で秘書。
稲垣（いながき）
警部。セシア誘拐事件の指揮を執る。
南雲 文雄（なぐも ふみお）
南雲商事の社長で南雲牧場のオーナー。セシアの元の持ち主。
森脇 芳造（もりわき よしぞう）
話好きの小男。馬主。
朝倉 真智（あさくら まち）
朝倉の妻。フリーのディレクターで仕事が忙しく、夫とはすれ違いの生活を送っているが夫婦仲は悪くない。
中野（なかの）
尾行の下手な刑事。一見人が良さそうだが鋭い。
藤波（ふじなみ）
南雲文雄の右腕。